# Bezirksgericht Znaim

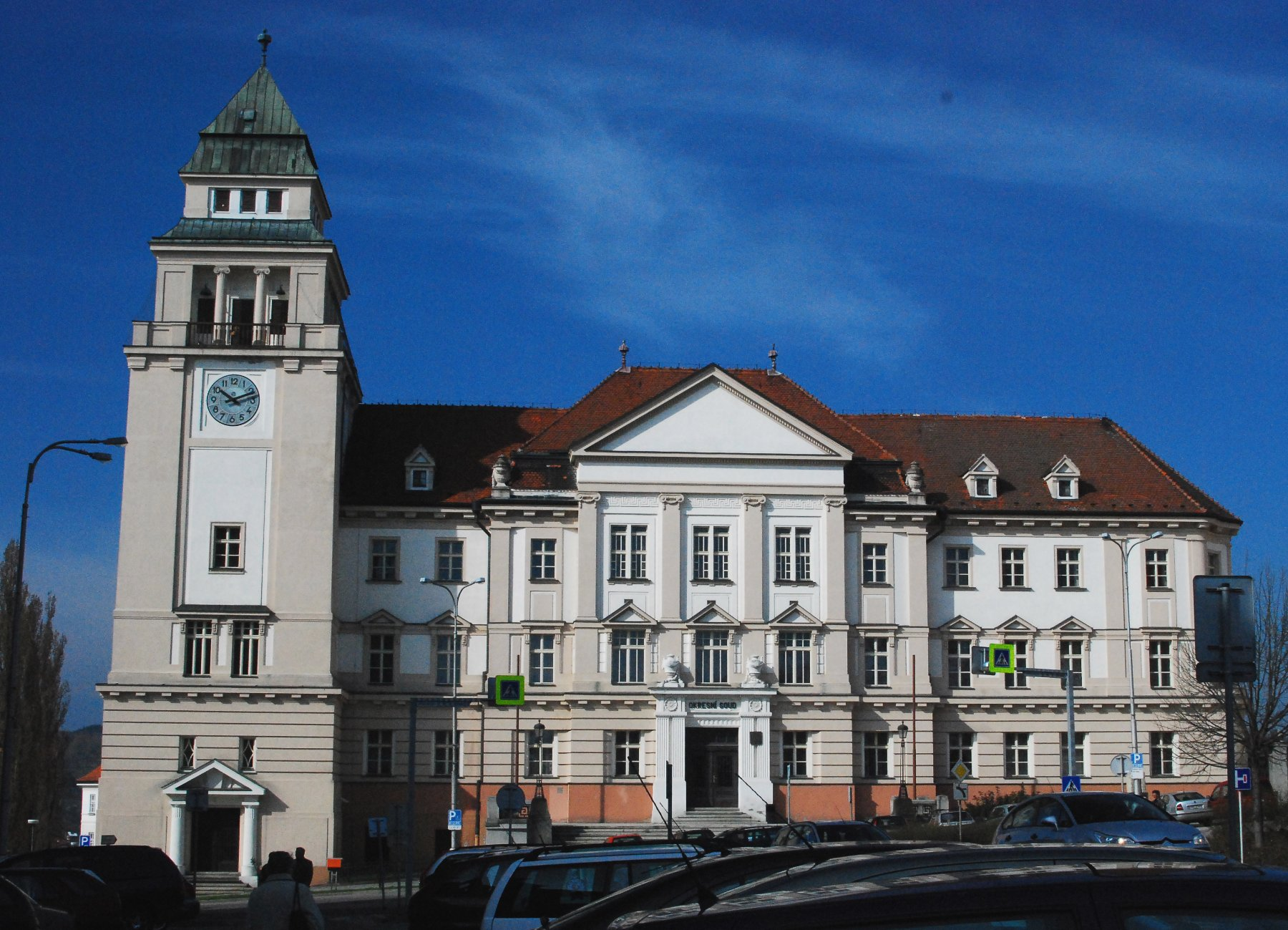
Das Znaimer Bezirksgericht

Das Bezirksgericht Znaim (tschechisch Okresní soud ve Znojmě) ist ein Gebäude auf dem náměstí Republiky (Platz der Republik) in Znojmo (Znaim) in Tschechien.

## Geschichte
Durch eine Verwaltungsreform in der Folge der Revolution von 1848 wurde Znaim Sitz eines Kreisgerichts. Am 25. April 1855 übernahm dieses die gesamten zivil- und strafrechtlichen Akten bis zum 1. Juli 1850 vom Magistrat der Stadt, der bisher die Funktion des Zivil-, Kriminal- und Landesgerichts ausgeübt hatte. Siehe hierzu auch die Liste der Gerichtsbezirke in Mähren.
Untergebracht wurde dieses neue Gericht laut einem zwischen der Stadt und dem Justizministerium geschlossenen Vertrag vom 1. September 1849 beziehungsweise dem 11. Februar 1855 zunächst im alten Rathaus sowie dem so genannten Tavernenhaus. Nach einer erfolgten Aufstockung wurde eine Übereinkunft geschlossen, laut welcher der Gebäudekomplex auf weitere 20 Jahre dem Justizministerium überlassen wurde.
Die Staatsanwaltschaft wurde auf dem Oberen Platz im ersten Stock des Hauses 233 (später 8) untergebracht.
Als Bauplatz für das neu zu errichtende Gerichtsgebäude mit einem angeschlossenen Gefangenenhaus für 150 Sträflinge überließ die Stadt Znaim dem Stadttheater gegenüber an der Westseite des damaligen Salisplatzes die ehemalige Saliterei, einige Häuser sowie unbebaute Grundstücke. Die kommissionelle Übergabe des Bauplatzes erfolgte am 10. März 1913, mit den ersten Arbeiten war jedoch schon 1912 begonnen worden.
Die Pläne für das neoklassizistische Gerichtsgebäude mit vier Flügeln und einem Uhrturm stammen von den Architekten Johann Unger, Klement Prinosil und Franz Svoboda. Die Betonarbeiten wurden von Donath & Co aus Brünn und die Zimmermannsarbeiten von Josef Jahn aus Znaim ausgeführt. Im Zusammenhang mit der Errichtung des Gerichts wird auch der Wiener Architekt Rudolf Eisler, der zu dieser Zeit dem Hochbauatelier des Ministeriums des Inneren angehörte, ohne nähere Angaben genannt.
Die Übergabe des Bezirksgerichts und des Gefängnisses erfolgte am 29. Mai 1918. Ab Juni 1919 fanden die ersten Gerichtsverhandlungen in dem Neubau statt, obwohl die Hauptstiege noch nicht fertiggestellt und die Möblierung nur höchst mangelhaft vorhanden war.
Das nach einer Vereinbarung vom 23. Juni 1828 dem Staat gehörige Gefangenenhaus wurde im Mai 1919 der Stadt Znaim als teilweiser Ersatz für die dem Staat für den Neubau überlassenen Grundstücke übergeben. Am 30. Juni des gleichen Jahres wurde auch das bisher als Gerichtsgebäude genutzte alte Rathaus wieder an die Stadt zurückgegeben.
In den ersten Nutzungsjahren waren in dem Gebäude das Gericht, die Staatsanwaltschaft sowie das Steueramt, das Landesbauamt, das Gewerbeinspektorat, das Grenzfinanzamt und das Gebührenkontrollamt angesiedelt.